# Pfyn
Pour le toponyme valaisan, voir Finges. Pour la forêt nommée Pfynwald en allemand, voir Forêt de Finges.
Pfyn est une commune suisse du canton de Thurgovie, située dans le district de Frauenfeld.

## Histoire

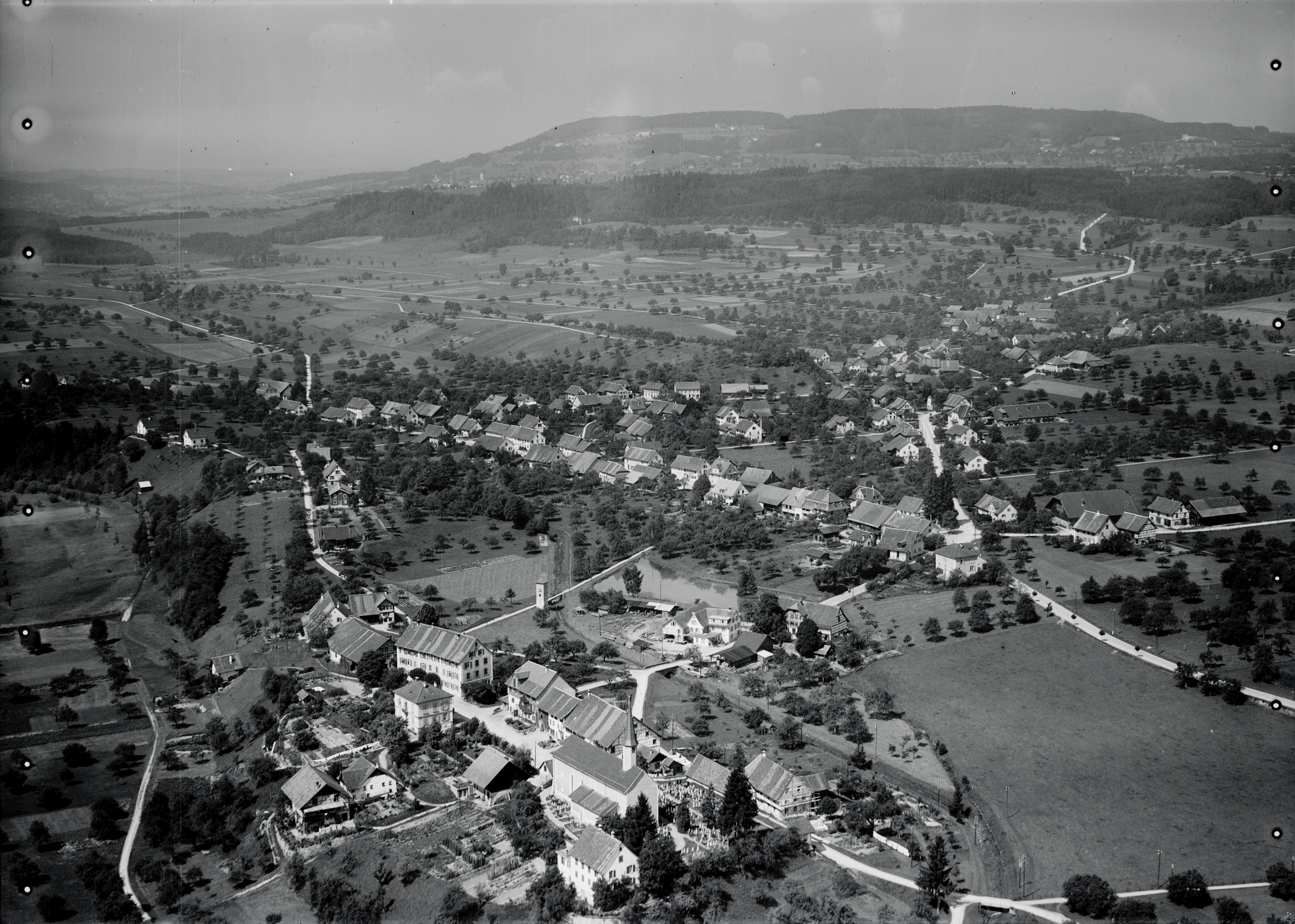
Photo aérienne prise à 300 m par Walter Mittelholzer (1934).

Le nom provient du latin ad fines (« à la frontière », soit la frontière entre la province de Rhétie et la Séquanaise). Les vestiges d'un fortin romain datant probablement du IVe siècle sont encore visibles. Le site était toutefois déjà peuplé au Néolithique, faisant de Pfyn l'un des plus anciens lieux habités de Suisse orientale. Des pièces archéologiques datant de 4000 à 3500 av. J.-C., mises au jour en 1944, ont donné à cette période le nom de civilisation de Pfyn. Le fortin romain ayant accueilli des Gallo-Romains christianisés en partie depuis le IIIe siècle, Pfyn a également compté l'une des premières églises de Thurgovie.

## Source
- (de) Cet article est partiellement ou en totalité issu de l’article de Wikipédia en allemand intitulé « Pfyn » (voir la liste des auteurs).